# وزارة التحول البيئي (إيطاليا)

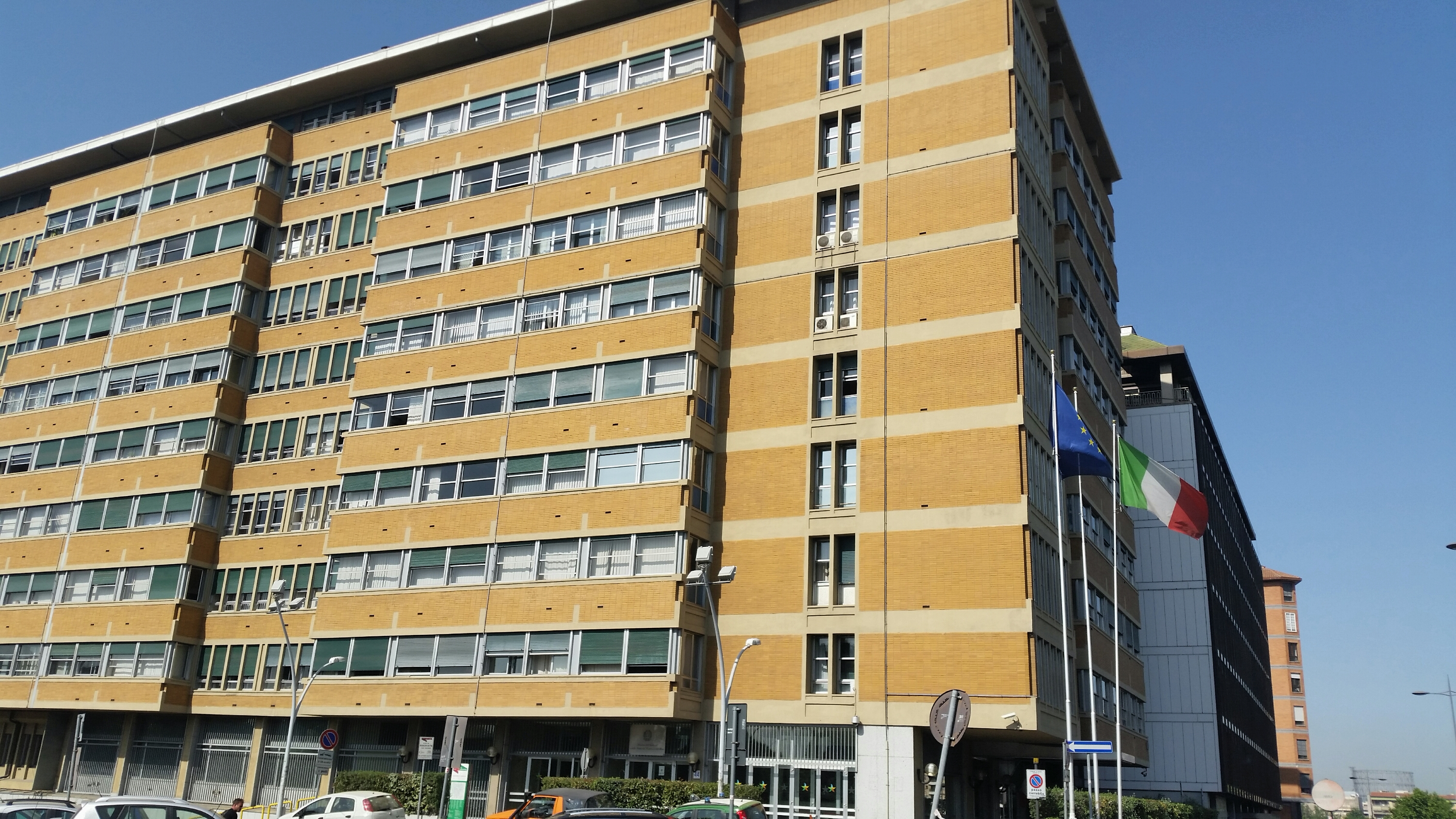
مقر الوزارة في روما

وزارة التحول البيئي هي وزارة تابعة للحكومة الإيطالية . لتحل محل وزارة الأراضي والبحر والغابات، تم تشكيلها في عام 2021 من قبل حكومة دراجي ، وحلت محل وزارة البيئة الايطالية سابقاً.